# Отцы и дети (фильм, 1915)
«Отцы и дети» — художественный немой фильм 1915 года режиссёра Вячеслава Висковского. Первая экранизация одноименного романа И. С. Тургенева. Фильм снят в рамках серии экранизаций русской классики «Русская золотая серия» кинокомпании «П. Тиман и Ф. Рейнгардт». Сохранился не полностью.

## Сюжет
Фильм, состоящий из 4 частей, сохранился частично в виде фрагментов из 1-й и 4-й частей, без титров.
Базаров с Аркадием приезжают в усадьбу Марьино. Затем следует большой пропуск. Приезжают в Никольское — усадьбу родителей Базарова. Снова приезжают к Одинцовой, где их холодно принимают, и Аркадий едет в усадьбу Одинцовой один, чтобы встреться с её сестрой Катей. Встреча Базарова с Фенечкой в беседке и вызов героя Павлом Петровичем на дуэль. Кадры как раненного Павла Петровича несут в дом, его беседа с Фенечкой. Базаров уезжает от Кирсановых. Сцена последнего свидания Базарова и Одинцовой в Никольском.

## В ролях
- Михаил Доронин — Евгений Васильевич Базаров
- Елизавета Уварова — Анна Сергеевна Одинцова
- Лев Книппер — Николай Петрович Кирсанов, отец Аркадия
- Николай Никольский — Павел Петрович Кирсанов, дядя Аркадия
- Ф. Морской — Аркадий Николаевич Кирсанов
- А. Николаева — Фенечка
- Н. Струкова — Арина Власьевна, мать Базарова
- В. Алексеев-Месхиев — Василий Иванович, отец Базарова

## Критика
Одна из первых картин режиссёра Вячеслава Висковского.
Основная сюжетная линия касалась Евгения Базарова — его любви и трагической смерти, критика заметила, что фильм можно было бы назвать «Любовь и смерть Базарова»:

Напрасно фирма анонсировала эту ленту как «полную и точную инсценировку романа». К сожалению, вторая тургеневская инсценировка «Русской Золотой серии» (первая — «Дворянское гнездо») получилась менее интересной, чем первая. Если тогда удалось показать это старое «дворянское гнездо», то теперь базаровская эпоха с её психологической формулой «отцы и дети» осталась заслоненной простой семейной драмой, где родители теряют любимого сына.— журнал «Проектор» № 2 за 1915 год
Но в то же время журналом «Проектор» была отмечена работа режиссёра: «В. Висковский показал тщательную работу и тонкий вкус».
В 1958 году советский киновед Н. М. Иезуитов поставил фильм в один ряд такими фильмами как «Война и мир», «Наташа Ростова», «Песнь торжествующей любви» — дореволюционными экранизациями классической литературы:

В них чувствовался хотя бы вкус к искусству, и они волновали зрителя, будучи иллюстрациями к романам Льва Толстого и Тургенева. Через них русский кинематограф приобщился к изображению эпоса и настоящей лирики, чего не могли дать ни казенные военно-шовинистические фильмы, ни психологические, драмы, проникнутые истерической сентиментальностью.